# Episodi di United States of Tara (prima stagione)
La prima stagione della serie televisiva United States of Tara è stata trasmessa negli Stati Uniti dal 18 gennaio al 5 aprile 2009 sul canale Showtime.
In Italia la stagione è andata in onda in prima visione dal 25 novembre 2009 al 30 dicembre 2010 su Comedy Central. In chiaro è andata in onda dal 5 giugno al 17 luglio 2011 su Canale 5.
| nº | Titolo originale | Titolo italiano | Prima TV USA     | Prima TV Italia  |
| -- | ---------------- | --------------- | ---------------- | ---------------- |
| 1  | Pilot            | Alter ego       | 18 gennaio 2009  | 25 novembre 2009 |
| 2  | Aftermath        | Conseguenze     | 25 gennaio 2009  | 25 novembre 2009 |
| 3  | Work             | Lavoro          | 1º febbraio 2009 | 2 dicembre 2009  |
| 4  | Inspiration      | Ispirazione     | 8 febbraio 2009  | 2 dicembre 2009  |
| 5  | Revolution       | Rivoluzione     | 15 febbraio 2009 | 9 dicembre 2009  |
| 6  | Transition       | Transizione     | 22 febbraio 2009 | 9 dicembre 2009  |
| 7  | Alterations      | Alterazioni     | 1º marzo 2009    | 16 dicembre 2009 |
| 8  | Abundance        | Abbondanza      | 8 marzo 2009     | 16 dicembre 2009 |
| 9  | Possibility      | Possibilità     | 15 marzo 2009    | 23 dicembre 2009 |
| 10 | Betrayal         | Tradimento      | 22 marzo 2009    | 23 dicembre 2009 |
| 11 | Snow             | La neve         | 29 marzo 2009    | 30 dicembre 2009 |
| 12 | Miracle          | Il miracolo     | 5 aprile 2009    | 30 dicembre 2009 |

## Alter ego
- Titolo originale: Pilot
- Diretto da: Craig Gillespie
- Scritto da: Diablo Cody

### Trama
Tara ha scoperto una ricetta per la pillola del giorno dopo della figlia. Dopo aver parlato ad una videocamera, si toglie tutti i vestiti camminando lungo il corridoio. Kate torna a casa e incontra T, l'alter ego della madre con cui è più in sintonia, che sta rovistando tra i suoi vestiti. Tornato a casa, il marito di Tara, Max, non è sorpreso di trovare T al posto della moglie, e nemmeno il loro figlio Marshall. La sorella di Tara, Charmaine, è invece infastidita dal fatto che i suoi piani con la sorella siano sfumati a causa di T, che ha preso il sopravvento. Più tardi, di notte, T e Max condividono un breve momento di libidine sul divano. Max lo interrompe, perché Tara non vuole che lui faccia sesso con i suoi alter ego, e manda T nel capanno, dove lei si calma e torna ad essere Tara. Kate si incontra con il suo fidanzato visual kei e gli spiega la condizione di sua madre. La mattina successiva, Tara si reca alla scuola di Kate e, notando la figlia mentre viene strattonata dal fidanzato, si confronta con il ragazzo davanti a tutti, senza successo e questo la spinge a diventare Buck. Quando Marshall e Max trovano Buck, sono inizialmente intimiditi ma lo convincono ad andare al saggio di danza di Kate, in programma quella sera. Dopo lo spettacolo, Buck inizia una rissa con il fidanzato di Kate, incontrato in precedenza. Marshall scopre perché Buck si sta scontrato con lui e si unisce. Infine Buck e il resto della famiglia vanno tutti insieme alla sala da bowling, dove Buck e Marshall hanno un primo momento di sintonia, dopo che entrambi si sono uniti per difendere Kate. 
- Colonna sonora: Cheap and Cheerful (The Kills), My Bubble Gum (Rasheeda), Souljacker (Eels), Cocaine (Eric Clapton), Love of the Loveless (Eels)

## Conseguenze
- Titolo originale: Aftermath
- Diretto da: Craig Gillespie
- Scritto da: Diablo Cody

### Trama
Nuovamente Tara si ritrova davanti alla videocamera, questa volta per confidare la propria irritazione nei confronti degli alter ego. La famiglia si riunisce per ricostruire quanto successo nei giorni precedenti mentre lei non era sé stessa. Tara non è ancora abituata ai cambi di personalità, in quanto ha appena interrotto l'assunzione di farmaci che li evitavano. Quando Tara inizia un dialogo con il figlio, Marshall le rivela di avere un problema con il suo insegnante di inglese. Lui ha più ampie vedute sul romanzo che è oggetto della lezione e ritiene che ci sia un significato erotico contenuto in esso, cosa che invece turba il professore. Marshall vuole che sia solo il padre ad andare a parlare con l'insegnante, il che fa sentire Tara rifiutata dalla famiglia, assieme alla difficoltà di parlare apertamente con la figlia Kate. Mentre Tara sta facendo compere con Charmaine, incontra alcuni genitori della scuola dei suoi figli, che le fanno capire di conoscere il suo disturbo, cosa che sconvolge Tara e la fa diventare Alice. Alice si presenta all'incontro con l'insegnante di Marshall e gli fa cambiare idea facendo riferimento al modo in cui potesse essere stato trattato negli anni di scuola. La famiglia va tutta insieme fuori a cena, ma le parole di Alice offendono Kate. Le due hanno una lite nel bagno del ristorante: dopo che Kate provoca Alice con una serie di volgarità, la donna cerca di lavarle letteralmente la bocca con del sapone. Mentre Max conforta Alice, Kate, disperata e bisognosa di una pausa da casa, chiede per un posto di lavoro al ristorante, ottenendolo. Successivamente, a casa, Max parla con Kate e le mostra un album fotografico che Alice ha composto per lei, gesto che fa sentire meglio la ragazza. Infine, a letto, Alice cerca di raggiungere un'intimità con Max, proponendogli di avere un bambino e rifiutando la spirale, che ritiene come uno strumento peccaminoso. Max rifiuta, ed entrambi vanno a dormire. 
- Colonna sonora: Flyswatter (Eels), Garbage (Chairlift)

## Lavoro
- Titolo originale: Work
- Diretto da: Craig Gillespie
- Scritto da: Diablo Cody

### Trama
Tara ritorna se stessa dopo il recente cambio di personalità in Alice, ma come al solito non ricorda nulla di quanto accaduto. Va ad una seduta con la sua psichiatra, la dottoressa Ocean, e le esprime il timore che suo marito Max possa essere più interessato ai suoi alter ego che a lei. Nel frattempo, Marshall cerca un ruolo in una recita scolastica di Grease. Stringe un'amicizia con suo compagno di scuola che lavora allo spettacolo, Jason, il quale lo invita a recitare in una rappresentazione evangelica, e Marshall accetta sebbene non sia ciò che aveva previsto. Intanto Charmaine fa il nome di Tara all'amica Tiffany, che vuole fare un affresco negli interni della sua abitazione. Ma Tara rimane turbata quando capisce che la sorella ha parlato a Tiffany del suo disturbo. Nel disperato tentativo di uscire di casa e rimanere lontana dagli alter ego della madre, Kate inizia un lavoro part-time come cameriera in un ristorante.
- Colonna sonora: Straight Lines (Dawn Landes)

## Ispirazione
- Titolo originale: Inspiration
- Diretto da: Mark Mylod
- Scritto da: Alexa Junge

### Trama
Il livello di stress solitamente alto di Tara, che fa scattare i suoi cambiamenti di personalità, inizia a scendere quando lei si mette a lavorare sull'affresco di Tiffany. Ma l'interesse di Tiffany per il suo disturbo e le sue altre personalità diventa sempre più pressante ed invadente, il che mette fortemente a disagio Tara. Quando, la mattina dopo, Tara va a lavorare sull'affresco, lo ritrova vandalizzato con scritte ingiuriose verso Tiffany. Quest'ultima accusa Tara e la licenzia, insieme alla sorella Charmaine. Nel frattempo Max porta Marshall con sé al lavoro, ma il ragazzo ha un incidente quando viene punto dalle api, a cui è allergico, e rimane temporaneamente sfigurato. Nonostante ciò Marshall, incoraggiato dalle parole di conforto della madre, decide di andare comunque a provare per la recita insieme a Jason. Inoltre, Kate propone alcune idee per il ristorante al suo capo, Gene, e rimane delusa quando quest'ultimo non le prende in considerazione. 
- Colonna sonora: Lucky (Kat Edmonson)

## Rivoluzione
- Titolo originale: Revolution
- Diretto da: Mark Mylod
- Scritto da: Alexa Junge

### Trama
Tara e Max vanno ad una visita dal terapeuta mentre i loro figli guardano le registrazioni degli alter ego di Tara per trovare indizi su chi possa aver rovinato l'affresco della madre. Dopo la seduta, Max crede ancora che sia stata Tara stessa a vandalizzare l'affresco, cosa che mette la moglie emotivamente a disagio e le causa una transizione in T, la quale sparisce andandosene in macchina. Max e Charmaine la vanno a cercare in una sala giochi che è solita frequentare, lasciando Marshall in casa da solo, il quale decide insieme alla sorella di dare una festa, con l'obiettivo di conquistare il suo compagno Jason, per il quale ha una cotta. Nel frattempo Max trova T e, dopo averle fatto pressione, riesce a capire che non è stata lei a rovinare l'affresco.
- Colonna sonora: Take It Back (Barenaked Ladies), Fine Is Fine (Peasant)

## Transizione
- Titolo originale: Transition
- Diretto da: Brian Dannelly
- Scritto da: Brett Baer, Dave Finkel

### Trama
Tara torna se stessa dopo una notte nei panni di Buck. Al risveglio scopre che i suoi genitori, Frank e Beverly, sono venuti a farle visita per festeggiare il compleanno della sorella Charmaine. Tuttavia il piano dei due è quello di ottenere che Kate e Marshall vadano a vivere da loro per un po', proposta che Max rifiuta. Nel frattempo quest'ultimo è determinato nell'impedire che Tara diventi un suo alter ego e che rovini così la festa. Kate non si unisce alla cena in famiglia per andare nell'appartamento del suo capo, Gene, dove inizia una relazione con lui. L'atmosfera della festa si fa cupa, e infine fa venire alla luce tutti i problemi della famiglia: Beverly è sempre ansiosa e pronta a giudicare tutti e tutto, e Frank prende sempre le parti della moglie. I genitori di Tara rivelano alla figlia e agli altri l'intenzione di prendere con loro i nipoti. Max, Tara e Marshall sono sgomenti. La tensione porta Charmaine a rivelare di sentirsi trascurata dai genitori, che sembrano prestare le loro attenzioni solo a Tara, ed a mostrare a tutti nella stanza il proprio seno rovinato dopo un'operazione chirurgica. Infine, sebbene sembrasse che Tara fosse stata bene per tutto il tempo, Max si sveglia nel cuore della notte e la ritrova ad urinare sul letto del padre. 
- Colonna sonora: Dream Police (Cheap Trick), Second Chance (Liam Finn)

## Alterazioni
- Titolo originale: Alterations
- Diretto da: Tricia Brock
- Scritto da: Diablo Cody

### Trama
Charmaine decide finalmente di sottoporsi ad un intervento chirurgico correttivo al seno e chiede a Tara di prendersi cura di lei mentre si riprende dall'operazione. Sfortunatamente per lei, non è Tara a presentarsi alla clinica per venirla a prendere, ma Buck. Sorprendentemente, i due riescono ad avere un buon rapporto. Mentre Tara è via per un paio di giorni, Max decide di rivolgersi alla dottoressa Ocean per rivelarle la nuova personalità animalesca della moglie, e successivamente di andare a parlare con una vecchia amica di scuola di Tara, Heidi, per cercare qualche indizio su cosa possa essere accaduto alla moglie per causarle il suo disturbo, ottenendone qualcuno. Nel frattempo, Marshall si sente ignorato Jason a scuola e decide di seguire i suggerimenti di Kate facendo il prezioso ed ignorandolo a sua volta. 
- Colonna sonora: Tricycle (Psapp), Only a Show (I Monster)

## Abbondanza
- Titolo originale: Abundance
- Diretto da: Brian Dannelly
- Scritto da: Jill Soloway

### Trama
Max parla con Tara del nuovo alter ego, notizia che la fa preoccupare e le provoca un senso di nausea. Ciò le causa una transizione in Alice, la quale è sorprendentemente felice. Max decide di passare il suo tempo con lei, anche se gli manca la moglie. Alice crede di essere incinta e più tardi rimane sconvolta quando pensa di aver perso la bambina, ma Max le spiega che si tratta del periodo mestruale di Tara. Intanto, nonostante la preoccupazione di Marshall, in seguito rivelatasi infondata, che il padre di Jason abbia capito la sua cotta per il figlio, i due ragazzi si affiatano.
- Colonna sonora: The Wolves (Bon Iver)

## Possibilità
- Titolo originale: Possibility
- Diretto da: Tommy O'Haver
- Scritto da: David Iserson

### Trama
Kate perde interesse per il suo capo Gene. Avendo bisogno di una pausa, lei e Tara partono per una località vicina. Max approfitta della lontananza di Tara per andare a cercare risposte sul passato della moglie, ma con pochi risultati. Tara e Kate passano inizialmente dei bei momenti insieme, fingendosi altre persone. Ma in seguito Tara trova la figlia a baciarsi con un uomo che avevano incontrato in precedenza. Le due hanno una discussione durante la quale Kate le rinfaccia un suo precedente flirt con un altro uomo, ma Tara le dice che quella non era lei ma T. La ragazza le risponde che tutte le personalità di Tara sono la stessa persona. Ciò causa alla madre una transizione in T. Quest'ultima si reca in un negozio di tatuaggi, ma Tara torna in sé alla prima puntura dell'ago. Nel frattempo, Marshall invita Jason in casa sua, dove i due si baciano.
- Colonna sonora: Keep Your Eyes Ahead (The Helio Sequence), That Knot Unties? (David Karsten Daniels)

## Tradimento
- Titolo originale: Betrayal
- Diretto da: John Dahl
- Scritto da: Christopher Santos

### Trama
Tara parla nuovamente alla videocamera, affermando di riuscire ora ad essere co-cosciente durante le proprie transizioni e a sentire quello che i suoi alter ego ascoltano. Inoltre rivela di aver avuto, la sera prima, un'apparizione del suo alter ego Alice mentre stava cucinando. La dottoressa Ocean le dice che si tratta di un miglioramento e la invita a passare ad un altro terapeuta con più esperienza nel suo disturbo. Tuttavia Tara crede che la dottoressa voglia semplicemente liberarsi di lei, il che la disturba fortemente e causa la prima apparizione di Gimme alla luce del sole, mentre Tara si trova in una spa insieme alla sorella. A Gimme segue T. Nel frattempo, Kate al lavoro è in difficoltà nel trattare con il suo capo, che sembra essere ossessionato da lei. Jason va a casa di Marshall e gli dice di stare bene insieme a lui. T e Charmaine fanno ritorno a casa. Più tardi, Marshall trova Jason e T a baciarsi all'interno del capanno. Sconvolto ed infuriato con la madre, Marshall dà fuoco al capanno per vendicarsi. 
- Colonna sonora: Good Morning Heartache (Billie Holiday)

## La neve
- Titolo originale: Snow
- Diretto da: John Dahl
- Scritto da: Alexa Junge

### Trama
Tara si ricovera in una struttura specializzata nella dissociazione, dove è sotto la supervisione del dottor Holden, che cerca di farle recuperare i ricordi perduti della sua infanzia, nel frattempo Max frequenta una terapia di gruppo ma è riluttante sin dall'inizio. Ancora sconvolto per l'accaduto del giorno prima, Marshall inizia ad assumere regolarmente pillole di Xanax, sebbene la sorella cerchi di convincerlo che in realtà T intendeva proteggerlo da una relazione impossibile. A scuola Jason si scusa con lui per quanto successo e gli fa capire che la loro amicizia è finita. Intanto Kate avanza una denuncia per molestie sessuali nei confronti del suo capo Gene. 
- Colonna sonora: Sic of Elephants (Andrew Bird), Arms of Harm (Haley Bonar)

## Il miracolo

Max e Tara (al centro) e i suoi alter ego (da sinistra: Buck, Alice, Gimme e T) nella scena finale de Il miracolo.

- Titolo originale: Miracle
- Diretto da: Craig Gillespie
- Scritto da: Diablo Cody

### Trama
Marshall viene a sapere che Jason sta frequentando una ragazza e capisce che sua sorella aveva ragione e che T stava cercando di proteggerlo. Fa visita alla madre in ospedale e si scusa con lei. Intanto la denuncia di Kate per molestie sessuali cade nel vuoto e, più tardi, la ragazza trova inaspettatamente Gene a casa sua, che le dice di essere stato licenziato e le dichiara il suo profondo amore, proponendole di fuggire via insieme. Kate, invece, si dirige verso la porta sul retro e lo abbandona scappando con l'auto della madre. Tara e Max accettano di incontrare Tripp Johannesen, l'uomo che credono responsabile del trauma di Tara, sotto la supervisione del dottor Holden. Tripp si presenta e racconta tutto ciò che ricorda della notte trascorsa con Tara. Quando sta per andarsene, saluta la donna chiamandola "T". Tutti capiscono quindi che Tara aveva i suoi cambi di personalità prima della violenza sessuale, e che il suo trauma è dovuto a qualcosa accaduto in precedenza. Tara va così fuori controllo e ha una serie di transizioni, che confermano che Tripp era in realtà stato con T. Una volta tornata in sé, Tara afferma di voler tornare a casa. I due coniugi cercano di cenare insieme ai figli come in una famiglia normale, ma tutti e quattro si sentono a disagio e decidono di andare insieme a giocare a bowling, svago che li fa sentire meglio.
- Colonna sonora: Love of the Loveless (Eels)